# Çakmakköy, Saray
Çakmakköy là một xã thuộc thành phố Saray, tỉnh Van, Thổ Nhĩ Kỳ. Dân số thời điểm năm 2011 là 396 người.